# تنه هنا
تنه هنا (به لاتین: Tennehena) یک منطقهٔ مسکونی در سری‌لانکا است که در استان مرکزی (سری‌لانکا) واقع شده‌است.